# Eszter Vitályos
Dans le nom hongrois Vitályos Eszter, le nom de famille précède le prénom, mais cet article utilise l’ordre habituel en français Eszter Vitályos, où le prénom précède le nom.
Eszter Vitályos, née 23 février 1979 à Budapest est une femme politique et avocate hongroise.

## Biographie
En 2005, Eszter Vitályos obtient un diplôme en droit à l'Université catholique Péter-Pázmány. En 2021, elle obtient un diplôme en communication politique à l'Université métropolitaine de Budapest.
En avril 2022, elle est élue députée du comitat de Pest à l'Assemblée nationale. À partir de 2022, elle est vice-ministre et secrétaire d'État parlementaire du ministère de la Culture et de l'Innovation.
Depuis le 1er avril 2024, elle est porte-parole du gouvernement hongrois et secrétaire d'État chargée de la communication gouvernementale,. Róbert Zsigó reprend ses fonctions au ministère de la Culture et de l'Innovation.